# 2008年世界房車錦標賽英國站
2008年世界房車錦標賽英國站是2008年度世界房車錦標賽的第七站賽事，正式比賽在2008年7月27日於英格蘭Brands Hatch上舉行。這是歷來第四次在英國舉行賽事。第一回合由寶馬車隊的約克·梅拿勝出，第二回合由雪佛蘭車隊的文尼勝出。